# Porky's Building
Pour plus de détails, voir Fiche technique et Distribution.
Porky's Building est un court métrage d'animation de la série américaine Looney Tunes réalisé par Frank Tashlin, produit par les Leon Schlesinger Productions et sorti en 1937.